# Iravadia expansilabrum
Iravadia expansilabrum is een slakkensoort uit de familie van de Iravadiidae. De wetenschappelijke naam van de soort is voor het eerst geldig gepubliceerd in 1984 door Ponder.